# 海因里希·霍夫曼 (摄影师)
海因里希·霍夫曼（1885年9月12日—1957年12月15日）是阿道夫·希特勒的官方摄影师，纳粹政治家和出版商，是希特勒亲密圈子的成员。 霍夫曼的照片是希特勒宣传活动的重要组成部分，希特勒将自己和纳粹党描绘成一个重要的群众现象。 他从希特勒形象的所有使用中获得版税，甚至在邮票上，这使他在希特勒统治期间成为百万富翁。 第二次世界大战后，他因在战争中牟取暴利而受审并被判处10年徒刑。 他被盟军的艺术品掠夺调查员归类为纳粹掠夺犹太人艺术品的“主要罪犯”， 既是艺术品经销商又是收藏家，他的艺术收藏品中包含许多从犹太人身上掠夺的艺术品，被下令没收盟军。 霍夫曼的刑期经上诉减为 4 年。 1956 年，巴伐利亚州下令将其控制下的所有艺术品归还给霍夫曼。 

## 生平
完成小学教育后，霍夫曼于1901至1903年接受摄影师培训。 直到1909年，他在海德堡、美因河畔法兰克福、巴特洪堡、瑞士、法国和英国找到了工作。 到1909年，他在慕尼黑拥有一家照相馆，并开始担任新闻摄影师。 1913年，他创立了一个影像公司。 1917年，霍夫曼被征召入伍，并在法国担任巴伐利亚的摄影记者。 1919年，他加入了右翼公民民兵巴伐利亚公民衛隊 。 那一年，他在慕尼黑目睹了短暂的战后巴伐利亚苏维埃共和国，并出版了他拍摄的照片集“巴伐利亚革命一年”。 附文由埃米尔·赫罗德撰写，暗示照片中显示的“犹太人特征”与拍摄对象的左翼政策之间存在联系。 

### 音乐厅广场图片
霍夫曼于1914年8月2日在慕尼黑音乐厅广场拍摄的一张著名照片显然显示了一位年轻的希特勒在人群中为第一次世界大战的爆发欢呼。这张照片后来被用于纳粹宣传，尽管其真实性受到质疑。 
霍夫曼声称，他只是在 1929 年纳粹领导人参观了摄影师的工作室后，才在照片中发现了希特勒。 得知霍夫曼拍摄了音乐厅广场的人群，希特勒告诉霍夫曼他去过那里，霍夫曼说他随后搜索了照片的玻璃底片，直到找到希特勒。 这张照片发表在1932年3月12日的纳粹报纸插图画家“插图观察家”上。 战后，玻璃底片找不到了。  据称，从类似角度拍摄的事件镜头也显示了希特勒， 但没有证据表明他在战前留着牙刷般的小胡子。  
2010 年，历史学家Gerd Krumeich德国一战问题专家得出霍夫曼篡改图像的结论。 克鲁梅奇检查了集会的其他图像，但无法在霍夫曼照片所处的位置找到希特勒。 此外，在巴伐利亚国家档案馆的霍夫曼照片的不同版本中，希特勒看起来与公布的照片中的人不同。 由于这些考虑引起的怀疑，2010 年柏林一场关于希特勒影响的展览的策展人插入了一条通知，称无法保证该图像的真实性。 

### 纳粹党
霍夫曼于1919年会见希特勒，并于1920年4月6日加入纳粹党。 他作为摄影记者参加了啤酒馆政变。 虽然纳粹党在1923年被取缔，但霍夫曼加入了短暂的大德意志民族共同体，然后于1925年重新加入纳粹党。 次年，他与他人共同创立了Illustrierter Beobachter 。 1929年11月，他在上巴伐利亚区议会代表纳粹党，1929年12月至1933年12月，他担任慕尼黑市议员。 1940年，霍夫曼成为纳粹德国国会议员。 
1921年希特勒掌权后，他任命霍夫曼为官方摄影师，这一职位他担任了超过四分之一个世纪。 除了霍夫曼，没有其他摄影师被允许为希特勒拍照。  霍夫曼本人被禁止偷拍。 有一次，在希特勒的山间度假胜地贝格霍夫，霍夫曼拍下了一张希特勒和他的情妇爱娃·布劳恩的小猎犬玩耍的照片。 希特勒告诉霍夫曼他不能发表这张照片，因为“政治家不允许自己和一只小狗合影。 德国牧羊犬是唯一配得上真正男人的狗”。  据霍夫曼称，希特勒在各个方面都严格控制自己的公众形象，在公开场合穿着任何新西装之前，他都会给自己拍照，并在 1933 年下令停止流通所有他身穿皮裤的照片。 他还表达了他对墨索里尼允许自己穿着泳衣拍照的不满。 
霍夫曼试图将希特勒描绘成德国人民的缩影是很困难的，因为希特勒缺乏北欧种族的种族形象（即高大的金发），而纳粹新秩序试图保留这一点。  霍夫曼试图通过更多地关注他的眼睛来以最好的方式描绘希特勒，许多人认为他的眼睛如梦似幻。 
霍夫曼的照片是希特勒宣传活动的重要组成部分，希特勒将自己和纳粹党描绘成一个重要的群众现象。 1926年，霍夫曼拍摄的党在图林根州魏玛集会的照片–当时德国少数几个未禁止希特勒发表讲话的州之一–展示了令人印象深刻的 5,000 名冲锋队游行队伍，希特勒首次向他致敬直臂“罗马式”或法西斯式敬礼。 这些照片刊登在纳粹的主要报纸《人民观察家报》上，并在德国各地被成千上万人分发。 那次集会是党的年度群众集会的始祖，该集会准每年在纽伦堡举行。  后来，霍夫曼的书《无人知晓的希特勒》（1933年）成为希特勒竭力操纵和控制其公众形象的重要组成部分。 
希特勒和霍夫曼成了亲密的朋友。 历史学家艾伦·布洛克 简洁地将霍夫曼描述为“朴实的巴伐利亚人，不喜欢喝酒聚会和开开玩笑”， 他与希特勒一起“享有宫廷小丑的执照”。  1924年12月20日，霍夫曼被假释出狱，他是驱车前往兰茨贝格监狱与希特勒会面的一小群人中的一员，他还为希特勒拍照。  后来，霍夫曼经常与希特勒在伯格霍夫或元首在慕尼黑最喜欢的餐厅 Osteria Bavaria 共进晚餐，与他闲聊，分享霍夫曼所知道的施瓦宾格画家的故事。  1932年，在与陆军元帅保罗·冯·兴登堡的总统选举中，他陪同希特勒进行了空前空前的竞选活动
1929 年秋天，霍夫曼和他的第二任妻子埃尔娜将他在慕尼黑工作室的助理伊娃布劳恩介绍给了希特勒。 根据霍夫曼的说法，希特勒认为她是“一个有吸引力的小东西” –希特勒更喜欢女人被看到而不是被听到–但布劳恩积极追求他，告诉她的朋友希特勒爱上了她，并声称她会得到他娶她。 然而，霍夫曼报告说，尽管布劳恩最终成为贝格霍夫的居民–在格利·劳巴尔 (Geli Raubal) 死后，并且在希特勒与他的私人随行人员在一起时一直在他身边，但她并没有立即成为他的情妇。 他相信这在某个时候确实发生过，尽管希特勒对她的外在态度从未改变。 最终，令他的亲密圈子惊讶的是， 希特勒于1945年4月29日在柏林的元首地堡与布劳恩结婚，第二天这对夫妇一起自杀。 
1931年9月17日，希特勒与霍夫曼一起从慕尼黑前往汉堡，当时元首得知他的侄女格丽·劳巴尔–他很崇拜她，几乎陪他参加所有社交活动–开枪自杀了。 在他的战后回忆录《希特勒是我的朋友》中，霍夫曼表达了劳巴尔自杀的观点，因为她爱上了希特勒以外的人，无法接受希特勒对她的生活的狂热嫉妒控制，尤其是在他发现她与希特勒的老战友兼司机埃米尔·莫里斯有染。 

### 为希特勒政权服务
当希特勒成为德国的统治者时，霍夫曼是唯一有权为他拍摄官方照片的人。 霍夫曼的照片以邮票、明信片、海报和图画书的形式出版。 按照霍夫曼的建议，他和希特勒都从希特勒形象的所有使用中获得了版税，甚至在邮票上，这使希特勒和霍夫曼都成为了百万富翁。 在希特勒统治期间，邮票版税至少达到 7500 万美元。  在拍摄其他题材时，他由肖斯塔尔摄影社代理。 
1933年，霍夫曼当选为国会议员 ，在1933 年授权法案通过后，国会已成为一个无能为力的实体，除了充当希特勒的一些政策演讲的舞台外，几乎没有什么作用。  作为一个一党制国家，纳粹德国的“选举”意味着投票批准元首的候选人名单；没有提出或允许其他选择。

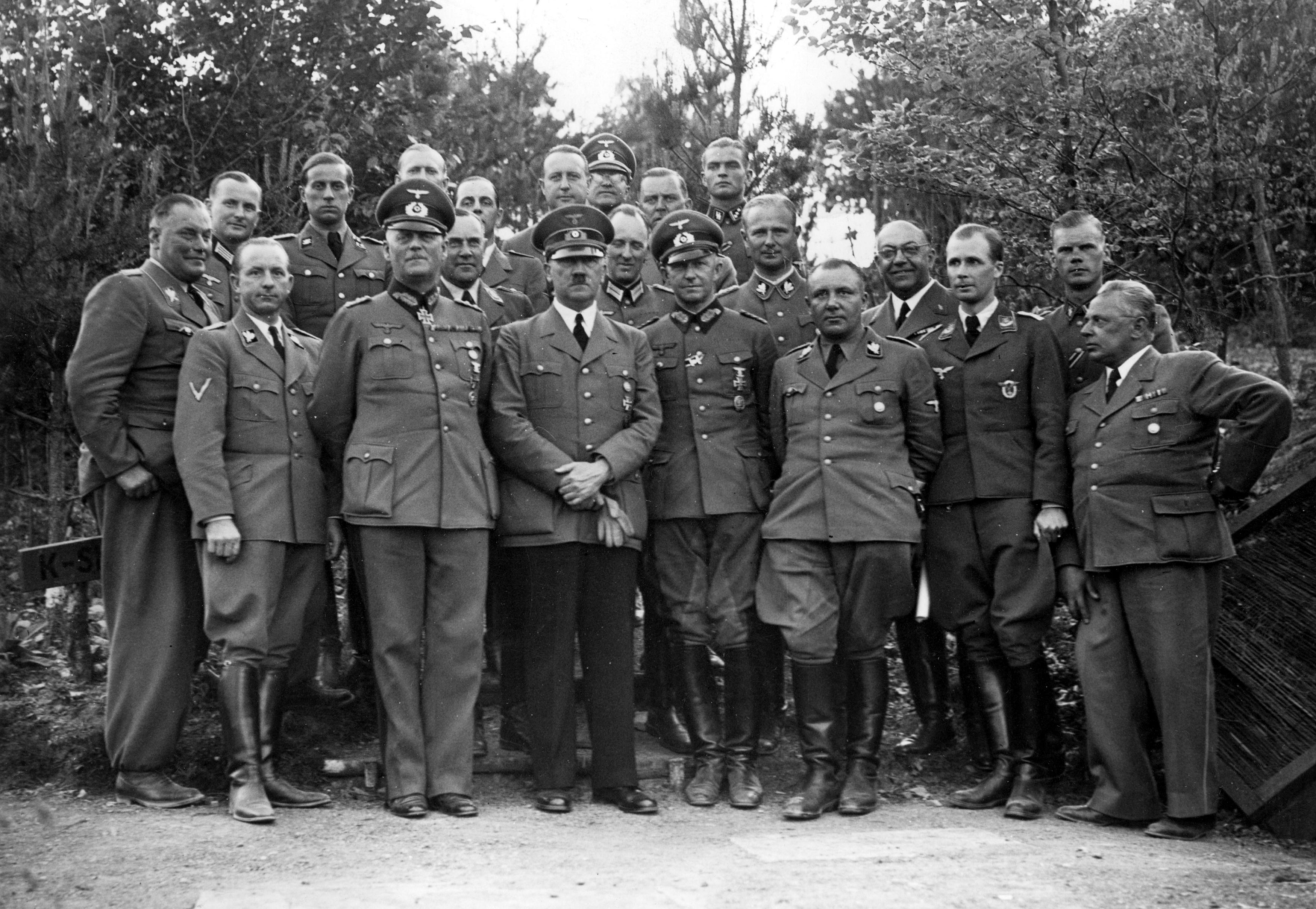
1940年5月或6月，希特勒和他的工作人员在他的“狼穴”战地指挥部。 海因里希·霍夫曼 (Heinrich Hoffmann) 坐在前排最右边。

希特勒对霍夫曼的个人尊重体现在以下事实：1935年，他允许摄影师发行希特勒在第一次世界大战期间创作的七幅画作的限量版作品集，尽管自从成为总理以来，他一直淡化了自己的愿望年轻时成为一名画家。 在后来的岁月里，希特勒禁止任何关于他作为画家的作品的出版或评论。  同样在 1935 年，在霍夫曼 50 岁生日之际，希特勒送给摄影师一幅他自己的慕尼黑Alte Residenz （“旧皇宫”）庭院画作，这是希特勒最喜欢的题材，他在他执政期间曾多次画过这幅画是一位苦苦挣扎的艺术家。  霍夫曼开始拥有至少四幅希特勒的水彩画。 其中一个是 1944 年购买的，这激怒了希特勒，他说最多花 150 或 200 马克买下它就是“疯了”。  这些照片在战争结束时被美国军队没收， 并且从未归还给德国。 
1937年，在遴选陪审团激怒了希特勒之后，他们选择了第一次大德国艺术展来为慕尼黑的德国艺术之家开幕，希特勒解散了评审团，让霍夫曼负责。 这让艺术界感到沮丧，他们认为霍夫曼不适合这个角色。 弗雷德里克·斯波茨在《希特勒与权力美学》中报道说，霍夫曼是“一个酒鬼和白痴，对绘画的了解并不比一般水管工多多少”。 霍夫曼对他的批评者的回答是，他知道希特勒想要什么，什么会吸引他。 尽管如此，甚至霍夫曼的一些选择也被希特勒从展览中驳回了。 霍夫曼选择了一个装满了更现代的画作的房间，希特勒用一个手势愤怒地驳回了这些画作。 霍夫曼仍然负责随后的年度大德国艺术展，做出初步选择，然后等待希特勒批准或否决。   霍夫曼更喜欢德国南部画家的传统作品，宣传部长约瑟夫·戈培尔在他的日记中称其为“慕尼黑学校媚俗”，而不是北方更具实验性的画家的作品。 
1938年5月，当希特勒颁布“没收堕落艺术产品法”时–追溯性地证明纳粹无偿没收博物馆和画廊的现代艺术，用于在慕尼黑举办的“堕落艺术”展览1937 年 7 月，并允许进一步无偿地从机构和个人中移除此类艺术品–霍夫曼是被任命为集中谴责和没收程序的委员之一，还有帝国视觉艺术商会主席阿道夫齐格勒主席，艺术品交易 Karl Haberstock 等。 一年后，帝国宣传部长约瑟夫·戈培尔将该委员会纳入他的部门，并重新安排了更多的艺术品经销商，因为在国际上出售没收的作品是纳粹政权的硬通货来源–尽管没有那么多不出所料，因为知道纳粹正在出售大量艺术品后，它们的市场价值就被压低了。 当拍卖因战争临近而停止时，仍有超过12,000 件作品存放在仓库中，霍夫曼所在的委员会谴责这些作品在艺术上毫无价值。 希特勒亲自检查了这些，并拒绝将它们归还给被没收的藏品。 结果是 1939年3月20日在柏林中央消防局的院子里烧毁了1,004幅油画和3,825幅其他作品。 
与雕塑家阿诺·布雷克、舞台设计师本诺·冯·阿伦特、建筑师格迪·特鲁斯特和博物馆馆长汉斯·波塞一样，霍夫曼是希特勒信任其艺术判断力的少数人之一。  1938 年，他授予霍夫曼“教授”的荣誉称号， 他为许多他在艺术领域的最爱所做的事情，例如女演员兼电影导演莱妮·里芬斯塔尔、建筑师阿尔伯特·施佩尔和赫尔曼·吉斯勒、雕塑家布雷克和约瑟夫·索拉克、柏林爱乐乐团指挥威廉·富特文格勒和演员埃米尔·詹宁斯等。 
1938年，霍夫曼陪同希特勒对意大利进行国事访问，希特勒在访问期间被罗马、那不勒斯和佛罗伦萨等意大利城市的美景及其所包含的艺术品和建筑深深吸引。  1939 年，当外交部长约阿希姆·冯·里宾特洛甫与维亚切斯拉夫·莫洛托夫秘密谈判《互不侵犯条约》 ，使希特勒得以入侵波兰时，霍夫曼（与冯·里宾特洛甫的摄影师赫尔穆特·劳克斯）参加了前往苏联的聚会。 希特勒特意让霍夫曼给斯大林的耳垂拍了一张特写照片，他认为这样可以判断这位苏联领导人是不是犹太人。 “相连”的耳垂表示犹太人血统，而“分开”的则表示雅利安人。 霍夫曼采取了必要的形象，希特勒确定斯大林不是犹太人，这让他自己感到满意。  希特勒不允许霍夫曼在斯大林抽烟时发布他的照片，认为以这种方式展示斯大林地位的领导人是不合适的。 
除了将他介绍给爱娃·布劳恩外，霍夫曼还将希特勒介绍给了艺术品经销商玛丽亚·阿尔玛斯·黛德丽希，后者利用这种关系向希特勒本人出售了数百幅画作，供希特勒在他的家乡奥地利林茨计划中的元首博物馆收藏，以及其他高级纳粹分子，以及各种德国博物馆。  1941 年，霍夫曼是众多纳粹头目中的头号人物，他们利用荷兰被占领的机会从荷兰经销商那里购买绘画和其他艺术品，有时价格高昂。 这推动了艺术市场的上涨，这让汉斯·波塞大吃一惊，他曾受希特勒委托，为计划中的博物馆收集藏品。 波塞呼吁希特勒停止这种行为，但希特勒拒绝了这一请求。 
霍夫曼也是向希特勒推荐Theodor Morell医生治疗湿疹的人。  作为纳粹党成员的莫雷尔成为希特勒的私人医生，并为希特勒的许多投诉提供了全套药物治疗，包括苯丙胺、可卡因、羟考酮、巴比妥类药物、吗啡、马钱子碱和睾酮，这些药物可能导致希特勒的身体退化战争结束时的状态。 
大约在1941年之后，霍夫曼开始失去希特勒的好感，主要是因为马丁·鲍曼–在鲁道夫·赫斯飞到苏格兰试图促成和平协议后成为希特勒的私人秘书–不喜欢他。 鲍曼越来越多地控制与希特勒的接触，并向他提供有关希特勒注意的任何竞争对手的错误信息和影射，例如霍夫曼。 